# خوسه ریکاردو پرس
خوسه ریکاردو پرس (اسپانیایی: José Ricardo Pérez‎؛ زادهٔ ۲۴ اکتبر ۱۹۶۳) بازیکن سابق و مربی فوتبال اهل کلمبیا است.
از باشگاه‌هایی که در آن بازی کرده‌است می‌توان به باشگاه فوتبال اتلتیکو ناسیونال، باشگاه فوتبال سانتا فه، باشگاه ورزشی اتلتیکو جونیور، و باشگاه فوتبال اونس کالداس اشاره کرد.
وی همچنین در تیم ملی فوتبال کلمبیا بازی کرده‌است.